# Persone di nome Jane
| Questa pagina contiene informazioni ricavate automaticamente dalle voci biografiche con l'ausilio del template Bio e di un bot. L'aggiornamento è periodico e automatico e ricostruisce completamente la pagina. Se manca una persona in questa lista, sei pregato di non aggiungerla, ma accertati piuttosto che la sua voce biografica contenga il template Bio e che i dati anagrafici siano correttamente compilati. Se il template Bio manca, inseriscilo tu stesso o, in alternativa, metti l'avviso {{tmp\|Bio}} che ne segnala la mancanza. Se i dati riportati sono sbagliati, correggi direttamente la voce biografica; le modifiche saranno visibili in questa lista entro pochi giorni. Per chiarimenti vedi il progetto antroponimi. La lista contiene solo le 178 persone che sono citate nell'enciclopedia e per le quali è stato implementato correttamente il template Bio. Pagina aggiornata al 6 ago 2025. |

Questa è una lista di persone presenti nell'enciclopedia che hanno il nome Jane, suddivise per attività principale.

## Antropologhe(1)
- Jane Jacobs, antropologa, scrittrice e attivista statunitense (Scranton, n. 1916 - Toronto, † 2006)

## Assassine seriali(1)
- Jane Toppan, assassina seriale statunitense (Boston, n. 1854 - Taunton, † 1938)

## Astronome(1)
- Jane X. Luu, astronoma vietnamita (Saigon, n. 1963)

## Atlete paralimpiche(1)
- Jane Mandean, ex atleta paralimpica sudafricana (n. 1972)

## Attiviste(2)
- Jane Hunt, attivista statunitense (Filadelfia, n. 1812 - Chicago, † 1889)
- Jane Maria Strachey, attivista e scrittrice britannica (Oceano Atlantico, n. 1840 - † 1928)

## Attrici pornografiche(2)
- Jane Darling, ex attrice pornografica ceca (Klášterec nad Ohří, n. 1980)
- Jane Wilde, attrice pornografica statunitense (New York, n. 1998)

## Autrici di videogiochi(1)
- Jane Jensen, autrice di videogiochi e scrittrice statunitense (Palmerton, n. 1963)

## Aviatrici(1)
- Jane Briggs Hart, aviatrice statunitense (Detroit, n. 1921 - West Hartford, † 2015)

## Botaniche(1)
- Jane Colden, botanica statunitense (New York, n. 1724 - New York, † 1766)

## Calciatori(1)
- Jane Thabantso, calciatore lesothiano (n. 1996)

## Calciatrici(1)
- Jane Ross, calciatrice scozzese (Rothesay, n. 1989)

## Cantanti(6)
- Jane Bogaert, cantante svizzera (Soletta, n. 1967)
- Jane Child, cantante canadese (Toronto, n. 1967)
- Jane Jensen, cantante e attrice statunitense (Indianapolis, n. 1967)
- Jane McDonald, cantante e conduttrice televisiva britannica (Wakefield, n. 1963)
- Jane Monheit, cantante statunitense (Long Island, n. 1977)
- Jane Wiedlin, cantante, chitarrista e attrice statunitense (Oconomowoc, n. 1958)

## Cantautrici(3)
- Janie Fricke, cantautrice statunitense (South Whitley, n. 1947)
- Jane Weaver, cantautrice e musicista britannica (Liverpool, n. 1972)
- Ruby Frost, cantautrice neozelandese (Wellington, n. 1987)

## Cestiste(3)
- Jane Lattimore, ex cestista neozelandese (Palmerston North, n. 1968)
- Jane Makale, ex cestista keniota (Eldoret, n. 1966)
- Jane Pikinini, ex cestista della Repubblica Democratica del Congo (Bukavu, n. 1971)

## Costumiste(1)
- Jane Greenwood, costumista britannica (Liverpool, n. 1934)

## Danzatrici(1)
- Jane Avril, ballerina francese (Parigi, n. 1868 - Parigi, † 1943)

## Dirigenti d'azienda(1)
- Jane Fraser, dirigente d'azienda statunitense (Saint Andrews, n. 1967)

## Discobole(1)
- Jane Haist, discobola e pesista canadese (St. Catharines, n. 1949 - Fort Erie, † 2022)

## Drammaturghe(2)
- Jane Chambers, drammaturga, scrittrice e poetessa statunitense (Columbia, n. 1937 - Greenport, † 1983)
- Jane Martin, drammaturga statunitense

## First lady(2)
- Jane Irwin Harrison, first lady statunitense (Mercersburg, n. 1804 - Cincinnati)
- Jane Pierce, first lady statunitense (Hampton, n. 1806 - Andover, † 1863)

## Fotografe(1)
- Jane Evelyn Atwood, fotografa statunitense (New York, n. 1947)

## Giocatrici di curling(1)
- Jane Bidstrup, giocatrice di curling danese (n. 1955)

## Infermiere(1)
- Jane Currie Blaikie Hoge, infermiera e filantropa statunitense (Filadelfia, n. 1811 - Chicago, † 1890)

## Insegnanti(1)
- Jane Elliott, insegnante e attivista statunitense (Riceville, n. 1933)

## Linguiste(1)
- Jane Sunderland, linguista e drammaturga britannica (Lancaster, n. 1952)

## Marciatrici(1)
- Jane Saville, ex marciatrice australiana (Sydney, n. 1974)

## Mezzosoprani(2)
- Jane Henschel, mezzosoprano statunitense (Los Angeles, n. 1952)
- Jane Rhodes, mezzosoprano e soprano francese (Parigi, n. 1929 - Parigi, † 2011)

## Modelle(5)
- Jane Anne Jayroe, ex modella e politica statunitense (Clinton, n. 1947)
- Jane Cheryl Hansen, modella neozelandese
- Jane Morris, modella britannica (Oxford, n. 1839 - Bath, † 1914)
- Jane Small, modella inglese (Londra - Warwickshire, † 1602)
- Jane Randall, modella statunitense (Baltimora, n. 1990)

## Musiciste(2)
- Jane Remover, musicista, cantante e produttrice discografica statunitense (Newark, n. 2003)
- Jane Siberry, musicista e cantautrice canadese (Toronto, n. 1955)

## Nobildonne(11)
- Jane Capell, contessa di Essex, nobildonna inglese (n. 1694 - † 1724)
- Jane Digby, nobildonna inglese (Forston House, n. 1807 - Damasco, † 1881)
- Jane Dormer, nobildonna inglese (Eythrope, n. 1538 - † 1612)
- Jane Grimston, nobildonna inglese (n. 1825 - Tittenhanger, † 1888)
- Jane Guilford, nobildonna inglese (Kent - Chelsea, † 1555)
- Jane Hamilton, nobildonna scozzese (n. 1704 - Parigi, † 1753)
- Jane Hope-Vere, nobildonna inglese (n. 1821 - † 1890)
- Jane Maxwell, nobildonna scozzese (Edimburgo, n. 1748 - Londra, † 1812)
- Jane Parker, nobildonna inglese (Norfolk - Torre di Londra, † 1542)
- Jane Conyngham, nobildonna inglese (Londra, n. 1826 - Cowes, † 1900)
- Jane Fleming, nobildonna inglese (n. 1755 - Londra, † 1824)

## Nobili(4)
- Jane FitzAlan, nobile e letterata inglese (n. 1537 - † 1578)
- Jane Howard, nobile britannica († 1593)
- Beatrice Mills, nobile statunitense (Newport, n. 1883 - Parigi, † 1972)
- Jane Seymour, nobile e scrittrice inglese (Wulfhall, n. 1541 - † 1561)

## Nuotatrici(5)
- Jane Barkman, ex nuotatrice statunitense (Bryn Mawr, n. 1951)
- Jane Cederqvist, nuotatrice svedese (Stoccolma, n. 1945 - Stoccolma, † 2023)
- Jane Gylling, nuotatrice svedese (Visby, n. 1902 - † 1961)
- Jane Kerr, ex nuotatrice canadese (Mississauga, n. 1968)
- Jane Swagerty, ex nuotatrice statunitense (Oakdale, n. 1951)

## Ostacoliste(1)
- Kim Batten, ex ostacolista statunitense (McRae, n. 1969)

## Pallanuotiste(1)
- Jane Moran, pallanuotista australiana (n. 1985)

## Pallavoliste(1)
- Jane Collymore, ex pallavolista statunitense (Los Angeles, n. 1984)

## Pittrici(1)
- Jane Graverol, pittrice belga (Ixelles, n. 1905 - Fontainebleau, † 1984)

## Poetesse(4)
- Jane Francesca Elgee, poetessa e scrittrice irlandese (Wexford, n. 1821 - Londra, † 1896)
- Jane Greer, poetessa statunitense (Fort Madison, n. 1953 - Bismarck, † 2025)
- Jane Griffiths, poetessa britannica (Exeter, n. 1970)
- Jane Taylor, poetessa e scrittrice britannica (Londra, n. 1783 - Ongar, † 1824)

## Politiche(4)
- Jane Brophy, politica britannica (Manchester, n. 1963)
- Jane Collins, politica britannica (Pontefract, n. 1972)
- Jane Harman, politica statunitense (New York, n. 1945)
- Jane Dee Hull, politica statunitense (Kansas City, n. 1935 - Phoenix, † 2020)

## Produttrici televisive(1)
- Jane Espenson, produttrice televisiva e sceneggiatrice statunitense (Ames, n. 1964)

## Sceneggiatrici(4)
- Jane Anderson, sceneggiatrice, regista e attrice statunitense (California, n. 1954)
- Jane Bess, sceneggiatrice tedesca (n. 1894)
- Jane Goldman, sceneggiatrice, scrittrice e conduttrice televisiva britannica (Londra, n. 1970)
- Jane Murfin, sceneggiatrice e commediografa statunitense (Quincy, n. 1884 - Los Angeles, † 1955)

## Scenografe(1)
- Jane Musky, scenografa statunitense (Maplewood, n. 1954)

## Sciatrici alpine(2)
- Jane Rawlins, ex sciatrice alpina statunitense
- Jane Tidball, ex sciatrice alpina canadese

## Scrittrici(26)
- Jane Addams, scrittrice e attivista statunitense (Cedarville, n. 1860 - Chicago, † 1935)
- Jane Austen, scrittrice britannica (Steventon, n. 1775 - Winchester, † 1817)
- Jane Barlow, scrittrice irlandese (Clontarf, n. 1856 - Bray, † 1917)
- Jane Bowles, scrittrice e drammaturga statunitense (n. 1917 - † 1973)
- Jane Welsh Carlyle, scrittrice scozzese (Haddington, n. 1801 - Hyde Park, † 1866)
- Jane Cunningham Croly, scrittrice e giornalista statunitense (Market Harborough, n. 1829 - New York, † 1901)
- Jane Gardam, scrittrice britannica (Coatham, n. 1928 - Chipping Norton, † 2025)
- Jane Langton, scrittrice e illustratrice statunitense (Boston, n. 1922 - Lincoln, † 2018)
- Jane Grigson, scrittrice inglese (Gloucester, n. 1928 - Broad Town, † 1990)
- Jane Hamilton, scrittrice statunitense (Oak Park, n. 1957)
- Jane Hamsher, scrittrice e produttrice cinematografica statunitense (n. 1959)
- Jane Harper, scrittrice australiana (Manchester, n. 1980)
- Jane Fenn Hoskens, scrittrice statunitense (Londra, n. 1694 - † 1764)
- Jane Green, scrittrice e giornalista inglese (Londra, n. 1968)
- Jane Marcet, scrittrice e divulgatrice scientifica britannica (Londra, n. 1769 - Londra, † 1858)
- Jane Porter, scrittrice inglese (Durham, n. 1775 - Bristol, † 1850)
- Jane Freshfield, scrittrice e alpinista inglese (n. 1814 - East Grimstead, † 1901)
- Jane Roberts, scrittrice e poetessa statunitense (Saratoga Springs, n. 1929 - † 1984)
- Jane Rogers, scrittrice e editrice britannica (Londra, n. 1952)
- Jane Smiley, scrittrice statunitense (Los Angeles, n. 1949)
- Jane Stanton Hitchcock, scrittrice e sceneggiatrice statunitense (New York, n. 1946 - † 2025)
- Jane Urquhart, scrittrice e poetessa canadese (Ontario, n. 1949)
- Jane Wagner, scrittrice, regista e produttrice cinematografica statunitense (Morristown, n. 1935)
- Jane Welch, scrittrice britannica (Derbyshire, n. 1964)
- Jane Wilde Hawking, scrittrice e educatrice britannica (St Albans, n. 1944)
- Jane Yolen, scrittrice statunitense (New York, n. 1939)

## Skeletoniste(1)
- Jane Channell, skeletonista canadese (North Vancouver, n. 1988)

## Soprani(1)
- Jane Eaglen, soprano inglese (Lincoln, n. 1960)

## Sovrane(2)
- Jane Grey, regina britannica (Bradgate Park, n. 1537 - Londra, † 1554)
- Jane Seymour, regina britannica (n. 1509 - Hampton Court, † 1537)

## Storiche dell'arte(1)
- Jane Fortune, storica dell'arte, giornalista e filantropa statunitense (Indianapolis, n. 1942 - Indianapolis, † 2018)

## Storiche delle religioni(1)
- Jane Ellen Harrison, storica delle religioni e linguista britannica (Cottingham, n. 1850 - Londra, † 1928)

## Tenniste(3)
- Peaches Bartkowicz, ex tennista statunitense (Hamtramck, n. 1949)
- Jane O'Donoghue, ex tennista britannica (Manchester, n. 1983)
- Jane Stratton, ex tennista statunitense (n. 1953)

## Tuffatrici(1)
- Jane Fauntz, tuffatrice e nuotatrice statunitense (New Orleans, n. 1910 - Escondido, † 1989)

## Viaggiatrici(1)
- Jane Griffin, viaggiatrice e filantropa britannica (Londra, n. 1791 - Londra, † 1875)

## Senza attività specificata(2)
- Jane Bunford, inglese (Birmingham, n. 1895 - Birmingham, † 1922)
- Jane Johnson, statunitense (vicino a Washington - Boston, † 1872)